# Кэри, Гарри (младший)
Га́рри Кэ́ри-мла́дший (англ. Harry Carey, Jr.; 16 мая 1921, Санта-Кларита, Калифорния — 27 декабря 2012[…], Санта-Барбара, Калифорния) — американский актёр кино и телевидения, сын известных актёров Гарри Кэри-старшего и Оливии Кэри.

## Биография
Генри Джордж Кэри-младший (настоящее имя актёра) родился 16 мая 1921 года на ранчо своих родителей неподалёку от городка Согас (ныне часть города Санта-Кларита), штат Калифорния, в семье известных актёров кино Гарри Кэри-старшего и Оливии Кэри, так что неудивительно, что Кэри-младший также стал актёром, предпочитая, как и отец, роли в вестернах. На ранчо, где прошло детство будущего актёра, трудились индейцы навахо, поэтому мальчик знал их язык не хуже английского.
В 1941—1944 годах Кэри-младший служил во флоте на Тихом океане, но затем был откамандирован обратно на материк (благодаря протекции отца, но вопреки желанию самого Кэри-младшего), где начал сниматься в образовательных и пропагандистских фильмах. Впервые на широком экране он появился в 1946 году. Был тесно дружен с известным режиссёром Джоном Фордом и появился во множестве его фильмов.
В 1944 году женился на Мэрилин Фикс, дочери своего коллеги по цеху, актёра вестернов Пола Фикса. Пара прожила вместе 68 лет до самой смерти Гарри Кэри. От этого брака остались трое или четверо детей.
Гарри Кэри-младший скончался 27 декабря 2012 года от старости в калифорнийской Санта-Барбаре.

## Награды
- 1941—1946 — медали «За безупречную службу», «За Американскую кампанию», «За Азиатско-тихоокеанскую кампанию» и «Победы во Второй мировой войне»[5]
- 1960 — звезда на Голливудской аллее славы (6363, Вайн-стрит) за вклад в развитие телевидения
- 1987 — «Золотая бутса»

## Избранная фильмография
За свою полувековую кино-карьеру Гарри Кэри-младший снялся в более чем полутора сотнях фильмов и сериалов.

### Широкий экран
- 1947 — Преследуемый[англ.] / Pursued — Прентис
- 1948 — Красная река / Red River — Дэн Латимер
- 1948 — Восход луны / Moonrise — Джимми Бифф
- 1948 — Кровь на луне[англ.] / Blood on the Moon — ковбой (в титрах не указан)
- 1948 — Три крёстных отца / 3 Godfathers — Уильям Кирни
- 1949 — Она носила жёлтую ленту / She Wore a Yellow Ribbon — второй лейтенант Росс Пеннелл
- 1950 — Фургонщик / Wagon Master — Сэнди Оуэнс, торговец лошадьми
- 1950 — Рио-Гранде / Rio Grande — солдат Даниэль «Песчаный» Бун
- 1952 — Мартышкин труд / Monkey Business — репортёр
- 1953 — Ниагара / Niagara — таксист (в титрах не указан)
- 1953 — Джентльмены предпочитают блондинок / Gentlemen Prefer Blondes — Уинслоу из олимпийской команды (в титрах не указан)
- 1953 — Остров в небе / Island in the Sky — Ральф Хант, второй пилот
- 1953 — Коралловый риф[англ.] / Beneath the 12-Mile Reef — Грифф Райс
- 1954 — Серебряная жила / Silver Lode — Джонсон
- 1955 — Длинная серая линия / The Long Gray Line — Дуайт Эйзенхауэр
- 1955 — Дом из бамбука / House of Bamboo — Джон (в титрах не указан)
- 1955 — Мистер Робертс / Mister Roberts — Стефановски
- 1956 — Искатели / The Searchers — Брэд Йоргенсен
- 1956 — Крутой маршрут / The Great Locomotive Chase — Уильям Бенсинджер
- 1957 — Берег реки[англ.] / The River’s Edge — Чет
- 1957 — Поцелуй их за меня[англ.] / Kiss Them for Me — лейтенант Чак Раундтри (в титрах не указан)
- 1961 — Два всадника / Two Rode Together — Орто Клегг
- 1964 — Осень шайеннов / Cheyenne Autumn — солдат Смит (в титрах не указан)
- 1965 — Шенандоа / Shenandoah — Дженкинс, солдат-мятежник
- 1966 — Редкая порода[англ.] / The Rare Breed — Эд Мэбри
- 1966 — Альварес Келли[англ.] / Alvarez Kelly — капрал Петерсон
- 1967 — Путь на Запад[англ.] / The Way West — мистер Макби
- 1968 — Бригада дьявола / The Devil’s Brigade — капитан Роуз
- 1968 — Бандольеро / Bandolero! — Корт Хайджек
- 1969 — Непобеждённые[англ.] / The Undefeated — Соломан Уэбстер
- 1970 — Грязный Дингус Маги[англ.] / Dirty Dingus Magee — Чарльз Стюарт
- 1971 — Большой Джейк[англ.] / Big Jake — Поп Доусон
- 1971 — Меня всё ещё зовут Троица[итал.] / …continuavano a chiamarlo Trinità — святой отец
- 1972 — Человек с Востока[англ.] / …E poi lo chiamarono il Magnifico — Святой Джо
- 1973 — Маршал Кэхилл[англ.] / Cahill U.S. Marshal — Хэнк
- 1975 — Выбери трудный путь[англ.] / Take a Hard Ride — Дампер
- 1976 — Торговцы грёзами / Nickelodeon — Доби
- 1980 — Скачущие издалека / The Long Riders — Джордж Артур
- 1984 — Гремлины / Gremlins — мистер Андерсон
- 1985 — Маска / Mask — Рэд
- 1986 — Перекрёсток / Crossroads — бармен
- 1987 — Киты августа / The Whales of August — Джошуа Брекетт
- 1987 — Черри-2000 / Cherry 2000 — Снэппи Том
- 1988 — Незаконно твой / Illegally Yours — Уолли Финнеган
- 1989 — Медвежатники / Breaking In — Шуз, игрок в покер
- 1990 — Назад в будущее 3 / Back to the Future Part III — посетитель салуна в 1885 году
- 1990 — Изгоняющий дьявола 3 / The Exorcist III — Отец Канаван
- 1993 — Тумстоун: Легенда Дикого Запада / Tombstone — шериф (маршал) Фред Уайт
- 1996 — Ловец солнца / The Sunchaser — кассир

### Телевидение
- 1955 —Спин и Марти[англ.] / Spin and Marty — Билл Бёрнетт (в 6 эпизодах)
- 1958—1963 — Есть оружие — будут и путешествия[англ.] / Have Gun – Will Travel — разные роли (в 13 эпизодах)
- 1959, 1962, 1963, 1965 — Караван повозок[англ.] / Wagon Train — разные роли (в 6 эпизодах)
- 1959, 1960, 1965, 1967 — Бонанза / Bonanza — разные роли (в 4 эпизодах)
- 1959, 1961—1963, 1965, 1967, 1968, 1971, 1974 — Дымок из ствола / Gunsmoke — разные роли (в 12 эпизодах)
- 1961 — Перри Мейсон / Perry Mason — рейнджер Фрэнк Дин (в 1 эпизоде)
- 1961—1962 — Ларами[англ.] / Laramie — разные роли (в 4 эпизодах)
- 1961, 1963 — Лесси / Lassie — разные роли (в 3 эпизодах)
- 1982 — Всадники тени[англ.] / The Shadow Riders — папаша Трейвен
- 1987—1988 — Арбалет[англ.] / Crossbow — Матино (в 3 эпизодах)
- 1997 — Последний оплот у Серебряной реки[англ.] / Last Stand at Saber River — Джеймс Сэнфорд